# Chapelle Sainte-Madeleine de Conat
Pour les articles homonymes, voir Chapelle Sainte-Madeleine.
La chapelle Sainte-Madeleine de Conat est une église romane située à Conat, dans le département français des Pyrénées-Orientales. Elle était la chapelle d'un château dont il ne reste plus que quelques ruines.